# قرار مجلس الأمن التابع للأمم المتحدة رقم 2106
قرار مجلس الأمن التابع للأمم المتحدة رقم 2106، المتخذ بالإجماع في 24 يونيو 2013، بشأن المرأة والسلام والأمن.
الجلسة: 6984
الموضوع: حماية المدنيين في الصراعات المسلح
عنوان القرار: المرأة والسلام والأمن 
القرارات ذات الصلة:
1265 1296 1325 1612 1674 1738 1820 1882 1888 1889 1894 1960 1998 2068

## روابط خارجية
- نص القرار في undocs.org